# MLB All-Star Game 2022
MLB All-Star Game 2022 – 92. Mecz Gwiazd ligi MLB, który rozegrano 19 lipca 2022 roku na stadionie Dodger Stadium w Los Angeles.
Decyzja o przyznaniu Los Angeles organizacji meczu została ogłoszona 3 lipca 2020 roku był to drugi Mecz Gwiazd w tym mieście, poprzedni został rozegrany w 1980 roku. Menadżerami obydwu zespołów byli Dusty Baker z Tampa Bay Rays, mistrza American League 2021 oraz Dave Roberts z Los Angeles Dodgers, mistrza National League 2021.
Mecz zakończył się zwycięstwem drużyny American League 3:2, a MVP meczu został Giancarlo Stanton z New York Yankees.

## Wyjściowe składy
| American League | American League       | American League     | American League | National League | National League   | National League      | National League |
| #               | Zawodnik              | Klub                | Pozycja         | #               | Zawodnik          | Klub                 | Pozycja         |
| --------------- | --------------------- | ------------------- | --------------- | --------------- | ----------------- | -------------------- | --------------- |
| 1               | Shohei Ohtani         | Los Angeles Angels  | DH              | 1               | Ronald Acuna Jr.  | Atlanta Braves       | RF              |
| 2               | Aaron Judge           | New York Yankees    | RF              | 2               | Mookie Betts      | Los Angeles Dodgers  | CF              |
| 3               | Rafael Devers         | Boston Red Sox      | 3B              | 3               | Manny Machado     | San Diego Padres     | 3B              |
| 4               | Vladimir Guerrero Jr. | Toronto Blue Jays   | 1B              | 4               | Paul Goldschmidt  | St. Louis Cardinals  | 1B              |
| 5               | Giancarlo Stanton     | New York Yankees    | LF              | 5               | Trea Turner       | Los Angeles Dodgers  | SS              |
| 6               | Byron Buxton          | Minnesota Twins     | CF              | 6               | Willson Contreras | Chicago Cubs         | C               |
| 7               | Tim Anderson          | Chicago White Sox   | SS              | 7               | William Contreras | Atlanta Braves       | DH              |
| 8               | Andrés Giménez        | Cleveland Guardians | 2B              | 8               | Joc Pederson      | San Francisco Giants | LF              |
| 9               | Alejandro Kirk        | Toronto Blue Jays   | C               | 9               | Jeff McNeil       | New York Mets        | 2B              |
|                 | Shane McClanahan      | Tampa Bay Rays      | P               |                 | Clayton Kershaw   | Los Angeles Dodgers  | P               |

| Zespół | 1 | 2 | 3 | 4 | 5 | 6 | 7 | 8 | 9 | R | H | E |
| --- | - | - | - | - | - | - | - | - | - | - | - | - |
| American League | 0 | 0 | 0 | 3 | 0 | 0 | 0 | 0 | 0 | 3 | 8 | 1 |
| National League | 2 | 0 | 0 | 0 | 0 | 0 | 0 | 0 | 0 | 2 | 5 | 0 |
| WP: Framber Valdez (1–0) LP: Tony Gonsolin (0–1) SV: Emmanuel Clase (1) Home runy: NL: Byron Buxton, Giancarlo Stanton (1) AL: Ronald Acuna Jr. (1) |   |   |   |   |   |   |   |   |   |   |   |   |

## Składy
| Miotacze - 58 Paul Blackburn (1) - 48 Emmanuel Clase (1) - 45 Gerrit Cole (5) - 65 Nestor Cortés(1) {{{3}}} - 16 Liam Hendriks (3) - 35 Clay Holmes (1) - 28 Jorge López (1) - 6 Alek Manoah (1) - 18 Shane McClanahan (1) - 54 Martín Pérez (1) - 68 Jordan Romano (1) - 30 Gregory Soto (2) - 59 Framber Valdez (1) - 35 Justin Verlander (9) Łapacze - 30 Alejandro Kirk (1) - 39 Jose Trevino (1) DH - 24 Miguel Cabrera (12) - 28 J.D. Martinez (5) - 17 Shohei Ohtani (2) |  | Wewnątrzpolowi - 27 José Altuve (8) - 44 Yordan Álvarez (1) - 7 Tim Anderson (2) - 3 Luis Arráez (1) - 23 Andrew Benintendi (1) - 2 Xander Bogaerts (4) - 11 Rafael Devers (2) - 5 Santiago Espinal (1) - 23 Ty France (1) - 0 Andrés Giménez (1) - 27 Vladimir Guerrero Jr. (2) - 99 Aaron Judge (4) - 11 José Ramírez (4) - 5 Corey Seager (3) - 27 Giancarlo Stanton (5) - 30 Kyle Tucker (1) Zapolowi - 25 Byron Buxton (1) - 44 Julio Rodríguez (1) - 4 George Springer (4) - 27 Mike Trout (10) |  | Menadżer - 12 Dusty Baker |

| Miotacze - 22 Sandy Alcantara (2) - 31 Tyler Anderson (1) - 51 David Bednar (1) - 39 Corbin Burnes (2) - 58 Luis Castillo (2) - 39 Edwin Díaz (2) - 54 Max Fried (1) - 26 Tony Gonsolin (1) - 71 Josh Hader (4) - 56 Ryan Helsley (1) - 22 Clayton Kershaw (9) - 35 Joe Mantiply (1) - 39 Miles Mikolas (2) - 44 Joe Musgrove (1) - 55 Carlos Rodón (2) - 38 Devin Williams (1) Łapacze - 16 Travis d'Arnaud (1) - 4 Willson Contreras (11) DH - 24 William Contreras (1) |  | Wewnątrzpolowi - 20 Pete Alonso (2) - 28 Nolan Arenado (6) - 2 Jazz Chisholm Jr. (1) - 24 Garrett Cooper (1) - 25 C.J. Cron (1) - 9 Jake Cronenworth (2) - 5 Freddie Freeman (6) - 46 Paul Goldschmidt (7) - 13 Manny Machado (6) - 2 Jeff McNeil (2) - 5 Albert Pujols (11) - 27 Austin Riley (1) - 7 Dansby Swanson (1) - 7 Trea Turner (2) Zapolowi - 13 Ronald Acuña Jr. (3) - 50 Mookie Betts (6) - 8 Ian Happ (1) - 3 Bryce Harper (7) - 6 Starling Marte (2) - 23 Joc Pederson (2) - 12 Kyle Schwarber (2) - 22 Juan Soto (2) |  | Menadżer - 43 Brian Snitker |

- W nawiasie podano liczbę powołań do All-Star Game.